# Neontetra
Neontetran, Paracheirodon innesi, är en mycket vanlig och populär akvariefisk. Många förväxlar neontetran med kardinaltetran som dock är större och har mer intensiva färger. En annan skillnad är att neontetrans underkropp bara är till hälften röd – den främre halvan är grå eller silverfärgad – medan kardinaltetrans är röd över hela underkroppen, dessutom med en mer intensivt röd nyans. Det finns flera andra tetror med snarlikt utseende, en av dem är blå neontetra – också kallad falsk neontetra – som är betydligt blekare i färgerna.

## Från amazonområdet
Neontetra är tropisk fisk som lever i Sydamerika och i vattendragen runt den väldiga Amazonfloden. Neontetran är en mycket vanlig som akvariefisk i Sverige och i övriga världen.

## Akvariefisk
Neontetran blir oftast 5–6 cm lång och kan bli uppemot 5 år gammal om den behandlas väl. Neontetran föredrar mörk och finkornig bottensand. Att se könsskillnaden mellan neontetrorna är svårt. Ett tränat öga kan ibland upptäcka att honan har en fylligare buk, hanen är då slankare och ibland upptäcker man att hanarna har något längre ryggfenor.
Neontetran är en typisk stimfisk som trivs bättre ju fler artfränder det finns i stimmet. Man bör hålla minst 10 exemplar tillsammans, gärna många fler. I naturen kan stimmen periodvis rymma flera tiotusentals individer.

## Foder
Neontetran är liksom de flesta andra tetror allätare, en så kallad omnivor. I akvariet tar den flingfoder utan problem. Den vill gärna även ha tillskott av fryst eller helst levande foder, som vattenloppor och mygglarver. Detta gäller särskilt om man önskar få honorna i god kondition för lek.

## Odling
Neontetran har i många år odlats framgångsrikt av såväl professionella odlare som hobbyodlare.
Odling genomförs effektivast med ett separat odlingsakvarium. Akvariet bör rymma 16–30 liter. Efter att ha optimerat förutsättningarna för parning genom att successivt sänka temperaturen till 22 grader, regelbundna vattenbyten, matning med kokta gröna ärtor och mygglarver under en tvåveckorsperiod, inredning med flytväxter – exempelvis musselblomma – och pH-sänkande inredning som rötter, är det dags att fånga ett lekande par. Paren ser ut att slåss. De simmar runt varandra blixtsnabbt. Fånga ett par som är mogna och färdigvuxna. Släpp ned dem i odlingsakvariet och låt dem leka i några timmar. Neontetran är en så kallad romrövare som gärna äter sin egen rom, och efter avslutad lek är det därför viktigt att snabbt flytta föräldradjuren till deras vanliga akvarium. Lägg en handduk över odlingsakvariumet i tre dagar. Titta sedan in i akvariet och se om du ser några frisimmande yngel. Mata med nykläckt artemia.

## Tillsammans med andra fiskar
Neontetran trivs bra med andra tetror och med de flesta andra "snälla" akvariefiskar. En varning kan vara på sin plats för skalaren som kommer från samma biotop som neontetran. Vuxna skalarer ser ofta neontetror och liknande spolformade tetror som mat, och kan äta upp hela stim med neontetror och andra mindre tetror. Ibland kan det ändå fungera att ha unga skalarer i samma akvarium, och skalarer som fått växa upp tillsammans med tetror låter ofta bli dem även i vuxen ålder. Akvarister vill ogärna blanda neon- och kardinaltetror i samma akvarium, då dessa är för snarlika i färg, form och beteende, även om de ofta återfinns i samma biotoper i naturen.

## Bifångster
Då neontetran ibland kommer hit till Europa som vildfångad fisk ser man ofta att det kommit med närbesläkade fiskar eller fiskar av helt annan art med liknande utseende i sändningarna. Det kan till exempel röra sig om den tidigare nämnda kardinaltetran, blå neontetra, eller ännu ej vetenskapligt beskriva arter.